# Clarisas coletinas

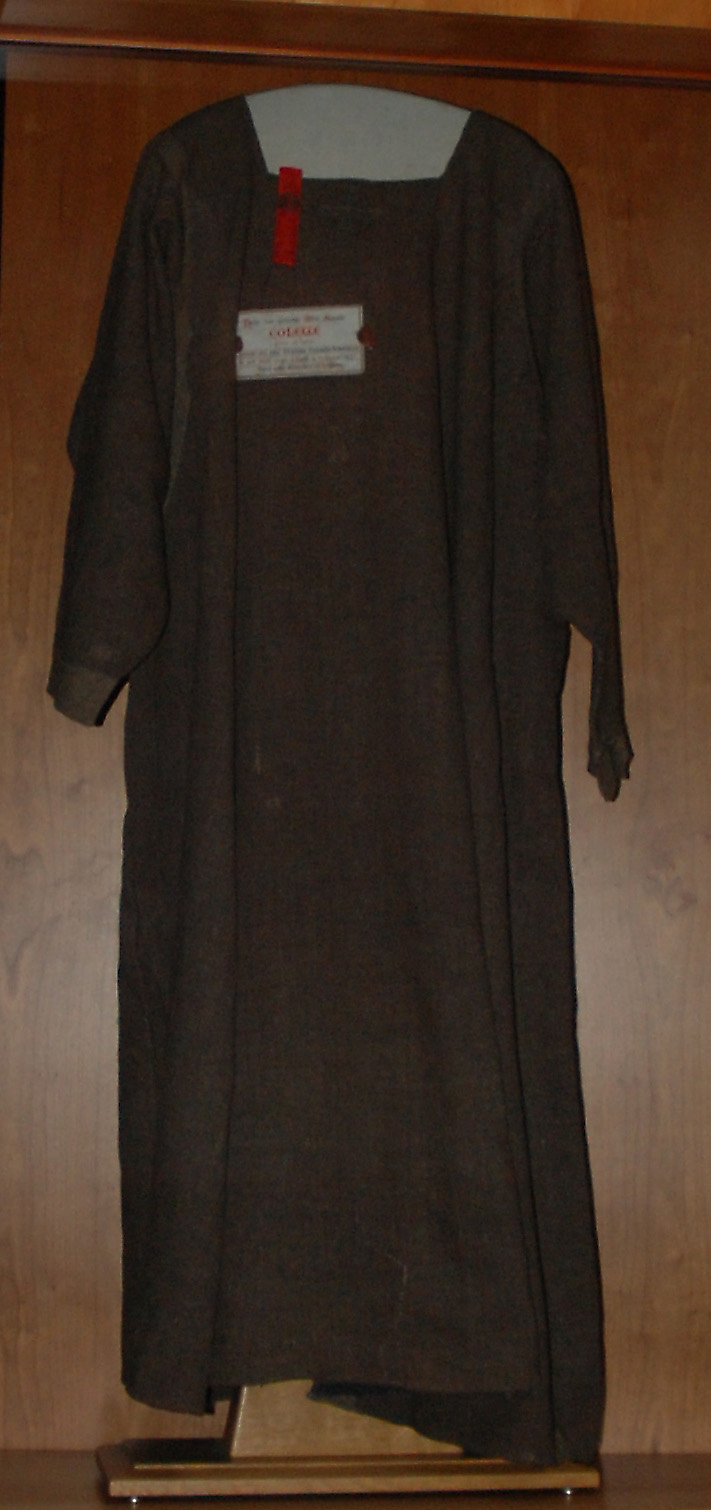
Hábito de santa Coleta de Corbie.

La Orden de Santa Clara reformada por Coleta (en latín Ordo Sanctae Clarae reformationis ab Coleta), más conocidas como clarisas coletinas, pero también llamadas de clarisas pobres o clarisas descalzas, son las monjas de la Orden de Santa Clara que siguen la reforma de santa Coleta de Corbie (1381-1447), que quiso, al inicio del siglo XV, devolver la orden al rigor y la austeridad de su comienzo. Las coletinas posponen a sus nombres las siglas O.S.C.Col..

## Historia

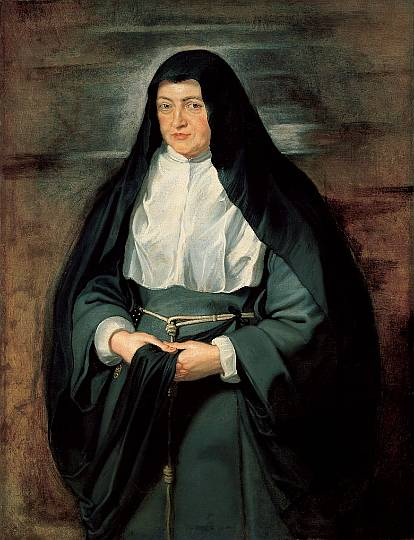
Isabel Clara Eugenia de Austria como monja de las Descalzas Reales; pintura de Rubens,, donde se puede ver el hábito de la orden (Norton Simon Museum).

El clima de decadencia moral que acompaña el periodo del papado de Aviñón (1309-1376) y el cisma de Occidente (1378-1417) afectó a muchas órdenes religiosas, ya que se generalizó el relajamiento de la disciplina y el alejamiento del ideal monástico. En la orden de las clarisas se perdió la austeridad de la regla primitiva de Santa Clara de Asís, de 1253.
Colette Boilet, clarisa urbanita, quiso acabar con la situación y devolver al primitivo espíritu de la orden. En 1406, aconsejada por el franciscano Enrique de Baume, fue a Niza y obtuvo del antipapa Benedicto XIII la autorización para reformar los monasterios de la orden y fundar nuevos.
Fracasó, sin embargo, en su primera tentativa de reformar el monasterio de Baume-les-Messieurs, y decidió fundar, en 1410, un nuevo monasterio en Besançon: siguieron las fundaciones de Auxonne (1410), Gante (1412), Poligny (1415), Heidelberg (1444) y Amiens... Hacia el final de su vida (1447) había diecisiete monasterios reformados.
Benedicto XIII la nombró abadesa general de los conventos: a la regla de santa Clara de 1253, Coleta añadió unas nuevas constituciones que fueron aprobadas en 1434 por el ministro general de los franciscanos y en 1458 por Pío II.

## Actualidad
Las coletinas son una orden de rigurosa vida de clausura, dedicadas a la plegaria y la vida contemplativa.
Al final de 2005 había 668 monjas coletinas en 57 casas de la orden.